# 6.5 Metre

Ilustração de embarcação da classe 6.5 Metre.

A classe internacional dos 6.5 metros, internacionalmente conhecida como 6.5 Metre, é uma classe de iates clássicos de corrida. Geralmente, os barcos desta classe têm, em média, 5,2 metros de comprimento. Em seu apogeu, as Meter Classes eram o grupo mais importante de classes internacionais de corridas de iates e ainda são disputadas ativamente em todo o mundo. As primeiras embarcações desta classe foram construídas em 1907, e a classe esteve presente nos Jogos Olímpicos de Verão de 1920, mas poucos barcos participaram da modalidade.
A primeira fórmula da classe foi elaborada por Louis Dyèvre, membro da Société des régates de Vannes, arquiteto naval e membro da delegação francesa ao congresso de Londres de 1906. Ela é inspirada na fórmula do New York Yacht Club em 1903:
{\displaystyle {\frac {Lf\cdot {\sqrt {S}}}{\sqrt[{3}]{D}}}\leq 2.8}
Lf representa o comprimento da linha d'água (LWL), S a área medida da vela, e D deslocamento.